# WAY-100635
WAY-100,635 je piperazinski lek koji je u širokoj upotrebi u naučnim istraživanjima. Za njega se originalno smatralo da deluje kao selektivni  antagonist, ali su naknadna istraživanja pokazala da on isto tako deluje kao potentan pun agonist na D4 receptoru. On se ponekad naziva nemim antagonistom 5-HT1A receptora. WAY-100,635 i WAY-100,135 su hemijski slični.

## Spoljašnje veze
- Vesa Oikonen (2007). „Quantification of (carbonyl-11C)WAY-100635 PET studies”. Turku PET center.